# Vern Gosdin
Vern Gosdin (* 5. August 1934 in Woodland, Alabama; † 28. April 2009 in Nashville, Tennessee) war ein US-amerikanischer Country-Sänger.

## Leben
Erste musikalische Erfahrungen sammelte Gosdin im familiären Umfeld als Mitglied der Gosdin Family Gospel Radio Show, die Anfang der 1950er Jahre nahezu täglich ausgestrahlt wurde. 1961 zog er mit seinem Bruder Rex nach Kalifornien, wo sie als Golden State Boys gemeinsam mit Don Parmley Bluegrass Musik spielten. Wenig später schloss sich Chris Hillman an, und die Gruppe nannte sich in The Hillmen um. Chris Hillman wechselte 1964 als Bassist zu den damals noch wenig bekannten Byrds. Sein Country-Stil sollte die Westcoast-Band in den folgenden Jahren maßgeblich beeinflussen. Gosdin lehnte ein Angebot der Byrds ab und zog es vor, mit Bruder Rex als The Gosdin Brothers weiterzumachen. 1967 schafften sie mit Hangin’ On einen mittleren Hiterfolg. Ein Jahr später trennte sich das Duo.
Gosdin zog sich aus dem Musikgeschäft zurück, arbeitete als Glaswarenverkäufer und verbrachte seine Freizeit im Familienkreis. 1976 versuchte er einen Wiedereinstieg. Er ging nach Nashville und nahm erneut Hangin’ On auf. Dieses Mal erreichte der Song die Top 20. Der Nachfolger Yesterday’s Gone konnte sich ein Jahr später in der Top 10 platzieren.
In den folgenden Jahren hatte Vern Gosdin zahlreiche weitere Hits. 1984 erreichte er mit I Can Tell by the Way You Dance (You’re Gonna Love Me Tonight), 1988 mit Set ’Em Up Joe und 1989 mit I'm Still Crazy die Spitzenposition der Country Charts. Bemerkenswert war sein häufiges Wechseln der Labels. Er war nacheinander für Elektra, Capitol, Ovation, AMI, Compleat und Columbia unter Vertrag. Mit Beginn der 1990er Jahre war sein klassischer Country-Stil zunehmend weniger gefragt. Er produzierte weiterhin Alben und hatte Auftritte. Die großen Erfolge blieben aus.

## Diskografie

### Alben
| Jahr | Titel                                     | Höchstplatzierung, Gesamtwochen, AuszeichnungChartplatzierungen (Jahr, Titel, Platzierungen, Wochen, Auszeichnungen, Anmerkungen) | Höchstplatzierung, Gesamtwochen, AuszeichnungChartplatzierungen (Jahr, Titel, Platzierungen, Wochen, Auszeichnungen, Anmerkungen) | Anmerkungen             |
| Jahr | Titel                                     | US | Country | Anmerkungen             |
| ---- | ----------------------------------------- | --- | --- | ----------------------- |
| 1968 | Sounds of Goodbye                         | — | Country39 (4 Wo.)Country | als The Gosdin Brothers |
| 1977 | Till The End                              | — | Country10 (21 Wo.)Country |                         |
| 1978 | Never My Love                             | — | Country24 (12 Wo.)Country |                         |
| 1982 | Today My World Slipped Away               | — | Country30 (18 Wo.)Country |                         |
| 1983 | If You’re Gonna Do Me Wrong (Do It Right) | — | Country17 (45 Wo.)Country |                         |
| 1984 | There Is a Season                         | — | Country17 (30 Wo.)Country |                         |
| 1985 | Time Stood Still                          | — | Country31 (24 Wo.)Country |                         |
| 1988 | Chiseled in Stone                         | US— GoldUS | Country7 (129 Wo.)Country |                         |
| 1989 | Alone                                     | — | Country11 (68 Wo.)Country |                         |
| 1991 | Out of My Heart                           | — | Country41 (20 Wo.)Country |                         |

Weitere Alben
- 1979: You’ve Got Somebody
- 1984: If Jesus Comes Tomorrow (What Then)
- 1993: Nickels & Dimes & Love
- 1995: The Gospel Album
- 1998: The Voice

### Kompilationen
| Jahr | Titel                                      | Höchstplatzierung, Gesamtwochen, AuszeichnungChartplatzierungen (Jahr, Titel, Platzierungen, Wochen, Auszeichnungen, Anmerkungen) | Höchstplatzierung, Gesamtwochen, AuszeichnungChartplatzierungen (Jahr, Titel, Platzierungen, Wochen, Auszeichnungen, Anmerkungen) | Anmerkungen |
| Jahr | Titel                                      | US | Country | Anmerkungen |
| ---- | ------------------------------------------ | --- | --- | ----------- |
| 1986 | Vern Gosdin’s Greatest Hits                | — | Country48 (19 Wo.)Country |             |
| 1990 | 10 Years of Greatest Hits – Newly Recorded | US— GoldUS | Country21 (46 Wo.)Country |             |
| 1993 | Super Hits                                 | US— GoldUS | — |             |
| 2012 | Country: Vern Gosdin                       | — | Country63 (3 Wo.)Country |             |

Weitere Kompilationen
- 1979: The Best of Vern Gosdin
- 2005: Very Best of the Voice

### Singles
| Jahr | Titel Album                                                                      | Höchstplatzierung, Gesamtwochen, AuszeichnungChartsChartplatzierungen (Jahr, Titel, Album, Platzierungen, Wochen, Auszeichnungen, Anmerkungen) | Anmerkungen             |
| Jahr | Titel Album                                                                      | Country | Anmerkungen             |
| ---- | -------------------------------------------------------------------------------- | --- | ----------------------- |
| 1967 | Hangin’ On –                                                                     | Country37 (11 Wo.)Country | als The Gosdin Brothers |
| 1976 | Hangin’ On Till the End                                                          | Country16 (15 Wo.)Country | Neuaufnahme             |
| 1977 | Yesterday’s Gone Till the End                                                    | Country9 (15 Wo.)Country |                         |
| 1977 | Till the End                                                                     | Country7 (15 Wo.)Country |                         |
| 1977 | Mother Country Music Till the End                                                | Country17 (13 Wo.)Country |                         |
| 1978 | It Started All Over Again Till the End                                           | Country23 (11 Wo.)Country |                         |
| 1978 | Never My Love                                                                    | Country9 (12 Wo.)Country |                         |
| 1978 | Break My Mind Never My Love                                                      | Country13 (11 Wo.)Country |                         |
| 1979 | You’ve Got Somebody, I’ve Got Somebody You’ve Got Somebody                       | Country16 (13 Wo.)Country |                         |
| 1979 | All I Want and Need Forever You’ve Got Somebody                                  | Country21 (14 Wo.)Country |                         |
| 1979 | Sarah’s Eyes You’ve Got Somebody                                                 | Country57 (6 Wo.)Country |                         |
| 1981 | Too Long Gone Today My World Slipped Away                                        | Country28 (11 Wo.)Country |                         |
| 1981 | Dream of Me Today My World Slipped Away                                          | Country7 (17 Wo.)Country |                         |
| 1982 | Don’t Ever Leave Me Again Today My World Slipped Away                            | Country28 (15 Wo.)Country |                         |
| 1982 | Your Bedroom Eyes Today My World Slipped Away                                    | Country22 (13 Wo.)Country |                         |
| 1982 | Today My World Slipped Away                                                      | Country10 (19 Wo.)Country |                         |
| 1983 | Friday Night Feelin’ –                                                           | Country49 (7 Wo.)Country |                         |
| 1983 | If You’re Gonna Do Me Wrong (Do It Right)                                        | Country5 (21 Wo.)Country |                         |
| 1983 | Way Down Deep If You’re Gonna Do Me Wrong (Do It Right)                          | Country5 (22 Wo.)Country |                         |
| 1983 | I Wonder Where We’d Be Tonight If You’re Gonna Do Me Wrong (Do It Right)         | Country10 (21 Wo.)Country |                         |
| 1984 | I Can Tell by the Way You Dance (You’re Gonna Love Me Tonight) There Is a Season | Country1 (25 Wo.)Country |                         |
| 1984 | What Would Your Memories Do There Is a Season                                    | Country10 (20 Wo.)Country |                         |
| 1984 | Slow Burning Memory There Is a Season                                            | Country10 (20 Wo.)Country |                         |
| 1985 | Dim Lights, Thick Smoke (And Loud, Loud Music) Time Stood Still                  | Country20 (17 Wo.)Country |                         |
| 1985 | I Know the Way to You by Heart Time Stood Still                                  | Country35 (13 Wo.)Country |                         |
| 1986 | It’s Only Love Again Time Stood Still                                            | Country68 (8 Wo.)Country |                         |
| 1986 | Was It Just the Wine Time Stood Still                                            | Country61 (10 Wo.)Country |                         |
| 1986 | Time Stood Still                                                                 | Country51 (8 Wo.)Country |                         |
| 1987 | Do You Believe Me Now Chiseled in Stone                                          | Country4 (23 Wo.)Country |                         |
| 1988 | Set ’Em Up Joe Chiseled in Stone                                                 | Country1 (22 Wo.)Country |                         |
| 1988 | Chiseled in Stone                                                                | Country6 (23 Wo.)Country |                         |
| 1989 | Who You Gonna Blame It On This Time Chiseled in Stone                            | Country2 (22 Wo.)Country |                         |
| 1989 | I’m Still Crazy Alone                                                            | Country1 (22 Wo.)Country |                         |
| 1989 | That Just About Does It Alone                                                    | Country4 (26 Wo.)Country |                         |
| 1990 | Right in the Wrong Direction Alone                                               | Country10 (26 Wo.)Country |                         |
| 1990 | Tanqueray Alone                                                                  | Country75 (1 Wo.)Country |                         |
| 1990 | This Ain’t My First Rodeo 10 Years of Greatest Hits – Newly Recorded             | Country14 (20 Wo.)Country |                         |
| 1990 | Is It Raining at Your House 10 Years of Greatest Hits – Newly Recorded           | Country10 (20 Wo.)Country |                         |
| 1991 | I Knew My Day Would Come Out of My Heart                                         | Country64 (8 Wo.)Country |                         |
| 1991 | The Garden Out of My Heart                                                       | Country51 (12 Wo.)Country |                         |
| 1991 | A Month of Sundays Out of My Heart                                               | Country54 (13 Wo.)Country |                         |
| 1993 | Back When Nickels and Dimes and Love                                             | Country67 (5 Wo.)Country |                         |